# هيلدا ينينغز
هيلدا ينينغز (بالألمانية: Hilde Jennings)‏ هي ممثلة ألمانية، ولدت في 1906 بباد فراينفالده في ألمانيا، وتوفيت في 1970 بكاراكول في قيرغيزستان. بدأت مشوارها المهني سنة 1924.

## وصلات خارجية
- هيلدا ينينغز على موقع IMDb (الإنجليزية)
- هيلدا ينينغز على موقع قاعدة بيانات الفيلم (الإنجليزية)
- هيلدا ينينغز على موقع كينوبويسك (الروسية)